# 33395 Dylanli
33395 Dylanli è un asteroide della fascia principale. Scoperto nel 1999, presenta un'orbita caratterizzata da un semiasse maggiore pari a 2,3821422 UA e da un'eccentricità di 0,1691081, inclinata di 2,79934° rispetto all'eclittica.